# Martine Franck
Martine Franck (Amberes, 2 de abril de 1938 - París, 17 de agosto de 2012) fue una fotógrafa belga que perteneció a la Agencia Magnum.
Su infancia la pasó en el Reino Unido y los Estados Unidos, después entre 1956 y 1958 estudió Historia del Arte en la Universidad Complutense de Madrid y al finalizar se trasladó a la Escuela del Louvre. Su primer reportaje fotográfico lo realizó en China y Japón. Entró a trabajar como ayudante de Eliot Elisofon y Gjon Mili en los laboratorios de Time Life hasta que en 1965 se hizo fotógrafa independiente. Desde 1983 formó parte de la Agencia Magnum. 
En 1972 forma parte de los miembros fundadores de la agencia Viva junto a Alain Dagvert, Hervé Gloaguen, François Hers, Richard Kalvar, Jean Lattès, Guy Le Querrec y Claude Raymond Dityvon. En 1983 ingresó en la Agencia Magnum.
Fue la última esposa de Henri Cartier Bresson con quien se casó en 1970 y cuando se creó la fundación con su nombre pasó a ser presidenta de la misma.